# H級戦艦
H級戦艦（Hきゅうせんかん）はビスマルク級戦艦に続いて第二次世界大戦中にドイツ海軍が計画していた超弩級戦艦の艦級である。Z計画の一環であり、5万トン以上の大型戦艦建造計画であったがいずれも未成に終わった。

## 概要
H、J、K、L、M、N（いずれも仮称艦名）の6隻が計画され、1937年度計画でH、38年度計画でJ、K、39年度計画でLが予算承認され、Z計画によってMとNの建造も決定された。HとJは1939年中に起工されたが第二次世界大戦の勃発により建造中止となり、準備されていた資材は他に流用された。アルファベットで「I」が抜けているが、これは数字の「1」と混同しないためである。
その後、各種戦訓や占領したフランスの技術調査等を経て改良設計が毎年のように行われ、後日の戦艦建造再開に備えて各種の設計案が検討された。これらは策定年に併せてH41、42、43、44と呼ばれており、それに伴い当初の設計もH39と呼ばれるようになった。本記事ではH41～44についても解説する。

## H39
1937-39年にかけて設計が行われ、上述のように6隻が計画され内4隻が予算承認、HとJの2隻が起工された。建造費はHが2億4050万マルク、Jが2億3760万マルクである。

### 船体
船体構造は基本的にはビスマルク級戦艦の拡大改良型であり、外観も酷似している。相違点としては機関の変更により2本煙突となったこと、航空関連設備が艦尾に移され、三番主砲塔両脇にアラド196水上機6機を収容する格納庫、四番主砲塔直後に旋回式カタパルトが設けられたこと、等が挙げられる。
水面下では艦尾に大きな特徴を有し、被雷による舵機・推進機の損傷を局限するよう配慮された、独特の形状を為している。

### 兵装
主砲は40.6cm47口径連装砲4基8門で、仰角30°俯角6.5°を指向でき、最大射程3万6800mを誇る。砲弾は1門当たり120発、計960発を搭載する。
副砲・高角砲はビスマルク級と全く同一で、15cm55口径砲連装6基12門（－10°～35°、最大射程2万3000m、1門当たり150発計1800発搭載）、10.5cm65口径高角砲連装8基16門（最大仰角80°、各砲420発計6720発搭載）である。
機銃以下については不明。後に設計されたH41では37mm砲16門と20mm機銃34丁が予定されており、本級も同程度を搭載したであろう。
なお当初計画では53.3cm魚雷発射管（水中）を艦首両舷各3門計6門装備する予定だった。

### 防御
防御要綱もまたビスマルク級を踏襲している。
垂直防御は主甲帯150-300mm（傾斜なし）、水平防御は最上甲板30-50-80mm、主甲板100mmでビスマルク級同様舷側に傾斜部（120mm）を有していた。主砲塔は前面385mm、側面240mm、天蓋130mmで、他国戦艦と比べて特に厚いというわけではなく、主甲帯や砲塔天蓋などはむしろ薄い部類に属す。
水雷防御は防水区画の背後に45mmの1枚隔壁を有するのみで、やはり重厚とは言い難いものである。

### 機関
主機はオール・ディーゼルであり、本級の艦体規模としては非常に特異なものである。12基のMAN社製ディーゼルエンジンは16万5000馬力を発揮し、3軸のスクリューによって30ktの速力を発揮する。
燃料は基準で4000t、最大8700tを搭載し、1万9200浬／19kt、7000浬／28ktという長大かつ高速の巡航能力を獲得する予定だった。

### 艦名
H級戦艦は6隻の建造が予定され、そのうち2隻は実際に起工していたが、その艦名は未定のままであった。

1936年8月、イギリスはスカパ・フローで自沈したドイツ帝国海軍の巡洋戦艦「ヒンデンブルグ (SMS Hindenburg) 」の時鐘をドイツ政府に返還した。ドイツ側は「当面は装甲艦ドイッチュラントで使用し、ヒンデンブルグなる軍艦の就役を待って之に移す予定である」と返答した。
1939年11月15日にドイッチュラント級装甲艦の「ドイッチュラント (Deutschland) 」がヒトラー総統の指示により「リュッツォウ (Lützow)」と改名した際、「ドイッチュラントの艦名は、竣工予定の大型主力艦に譲る」と報道された。
アドルフ・ヒトラーは1942年7月4日に食卓談話の場で「大型艦の艦名」として「Ulrich von Hutten（ウルリヒ・フォン・フッテン）」「Götz von Berlichingen（ゲッツ・フォン・ベルリヒンゲン）」の名を提案している。この時点では既にH級戦艦の建造は中止されているが、仮にH級戦艦の建造が続行されていた場合に予定されていた進水のタイミングに近い事もあって、近年のプラモデルやゲーム作品ではこれらの艦名が採用される事もある。
第二次世界大戦中の1943年6月、大日本帝国の陸海軍関係者がまとめた資料中に、ドイツ海軍の4万トン級戦艦について「ヒンデンブルグ」、「Friedrich der Große（フリードリヒ・デア・グローセ）」、「ドイッチュランド」の艦名が確認できる。「Großdeutschland（グロースドイチュラント）」の艦名で登場する場合があるが、これは当時のドイツ海軍が予定していた艦名ではない。

### その他
Hは1939年7月15日に起工され、9月30日に建造中止となった。この時点で進捗は800t分であり、3500tの資材が加工済、他に5800tが準備され、1万9000t分が発注済だった。1941年11月25日以降に解体されたとされる。起工から就役までは4年半乃至5年と計画されていた。
Jは1939年9月1日、まさに第二次世界大戦勃発の日に起工され、やはり9月30日に建造中止となった。以降の過程はHと同様である。
Kは1939年5月25日に建造が訓令されたものの、起工に至らなかった。3500tの資材が加工済、6500tが準備され、2万5800tが発注済だった。
MとNは1939年夏に建造が訓令され、10月10日にキャンセルとなった。

## H40
1940年に設計されたH級戦艦の改良案にはA案とB案があった。A案はH39から主砲を一基削減して装甲を強化したもの、B案はH39を大型化させることで装甲を強化したものである。

## H41
戦訓により、H型を改良した設計案である。改良の主眼は水平防御の強化であり、主甲板の装甲は200mm（傾斜部175mm）に達した。主砲に42cm砲を採用する他、兵装・機関面の変更は少ない（魚雷発射管6門は復活している）。大型化によって速力は低下し、28.8ktで忍ぶ構想だった。搭載機数はH型から2機減って4機で計画されている。5隻未成。

## H42～H44
H42以降の設計案は実際に建造が予定されていたものではなく、実現性を度外視した研究案に近いものであった。年度が変わる毎に設計は拡大していき、H42と43では48cm砲、そしてH44でついに50.8cm砲を主砲とするに至った。防御要綱は基本的な変化はないものの逐次増厚しており、H44では舷側最大380mm、主甲板330mm（傾斜部150-200mm）に達している。搭載機数は6～9機で計画された。

## H45
「アドルフ・ヒトラーは当時世界最大の大砲だった80cm列車砲を戦艦に搭載しようとしていた。」という仮説をもとに、近年アメリカで創作された架空の戦艦。設定上の全長は2000フィート(609.5m)、全幅は300フィート(91.44m）であり、アメリカ式にヤードポンド法でキリの良い数字が採用されている。なお、ドイツでは1872年からメートル法が採用されている。実在しない計画艦であるためドイツ語の資料や公式の図面などは一切存在せず、アメリカの艦船ファンが作成した英語の（ヤードポンド法で表記された）スペック表と架空のスケッチがインターネット上で公開されていた。インターネット上にのみ存在していたこのスペック表が、後に「ヒトラーの秘密兵器」と称して一部の書籍に転載され、H45が当時のドイツで実際に計画されていたという誤解が生まれている。

## 一覧
| 艦級       | 基準排水量  | 常備排水量  | 満載排水量  | 全長                 | 全幅  | 機関出力    | 速力       | 主砲                             |
| ---------- | ----------- | ----------- | ----------- | -------------------- | ----- | ----------- | ---------- | -------------------------------- |
| ビスマルク | 41,700トン  | 45,950トン  | 50,300トン  | 251.0m               | 36.0m | 138,000馬力 | 29.0ノット | 38cm連装砲4基8門                 |
| H-39       | 53,489トン  | 58,543トン  | 63,596トン  | 277.8m               | 37.0m | 165,000馬力 | 30.0ノット | 40.6cm連装砲4基8門               |
| H-40A      | 55,700トン  | 58,500トン  | 65,600トン  | 不明 (水線長270.0m） | 37.6m | 230,000馬力 | 30.4ノット | 40.6cm連装砲3基6門               |
| H-40B      | 63,000トン  | 66,000トン  | 70,000トン  | 不明 (水線長287.0m） | 39.2m | 240,000馬力 | 30.4ノット | 40.6cm連装砲4基8門               |
| H-41       | 64,000トン  | 68,000トン  | 76,000トン  | 282.0m               | 39.0m | 165,000馬力 | 28.8ノット | 42cm連装砲4基8門                 |
| H-42       | 83,265トン  | 90,000トン  | 98,000トン  | 不明 (水線長305.0m） | 42.8m | 270,000馬力 | 31.9ノット | 42cm連装砲又は48cm連装砲4基8門   |
| H-43       | 103,000トン | 111,000トン | 120,000トン | 不明 (水線長330.0m） | 48.0m | 270,000馬力 | 30.9ノット | 48cm連装砲又は50.6cm連装砲4基8門 |
| H-44       | 122,000トン | 131,000トン | 141,500トン | 不明 (水線長345.0m） | 51.5m | 270,000馬力 | 29.8ノット | 50.6cm連装砲4基8門               |

## 登場作品
『レッドサン ブラッククロス』
ドイツ海軍が仮想敵をイギリスから大日本帝国に変更してZ計画を再開し、H級、H42級、H45級と呼称する戦艦群を建造している。小説版におけるH級こと「フリードリヒ・デァ・グロッセ級」は史実のH41計画とほぼ同等の要目であり、またH42こと「フォン・モルトケ級」は史実の計画と同規模の船体に50.8cm砲を搭載している設定である。なお、H45こと「フォン・ヒンデンブルグ」は53cm砲搭載艦となっており、作中オリジナルのH級戦艦となっている。
『戦艦少女R』
H39級戦艦として「ヒンデンブルク」、H41級戦艦として「ウルリヒ・フォン・フッテン」が登場している。
『鋼鉄の咆哮シリーズ』
Windows版にH39級戦艦として「マッケンゼン級」、H42級（ただし主砲は45.7cm砲）として「サラミス級」、H44級が敵として登場する他、本級をさらに発展させたと思われる「H51」という架空の戦艦も登場する。HLGシステムによる設計で本級に相当する船体を使用することが可能。プレイステーション2作品では単に「H級」という名前のみで登場する。
『アズールレーン』
下記のWorld of WarshipsとのコラボレーションとしてH39級戦艦としてフリードリヒ・デア・グローセ(Freidrich der Grosse)が特別計画艦として登場している。またこれとは別にH39級戦艦としてウルリッヒ・フォン・フッテン(Ulrich von Hutten)が登場している。
『World of Warships』
H39級戦艦としてフリードリヒ・デア・グローセ(Freidrich der Grosse)、H42級戦艦としてハノーファー(Hannover)が登場している。
またゲーム上で独自にアレンジされたH級戦艦として、38cm砲を12門搭載したポンメルン(Pommern)、40.6cm砲を12門搭載したグローサー・クルフュルスト(Großer Kurfürst)が登場している。
『蒼焔の艦隊』
H39級戦艦としてフリードリヒ・デア・グロッセが登場している。
『Naval Creed Warships』
H39級、H42級戦艦が、ツリー艦艇として登場しており、また、H41、Berlichingenがプレミアム艦艇として登場している。また、イベントの敵艦として、H45が登場している。Berlichingenは対空が強化されており、魚雷発射管は外されている。
『艦つく -Warship Craft-』
H39級戦艦として登場。40.6cm砲および48cm砲が実装されている。

## プラモデル
『フッテン』
ベリーファイア社がH級戦艦の1/700インジェクションキットを発売している。

### 注
1. ↑  このためビスマルク級に比べて三番主砲塔両側の上構が一段高くなっている。
2. ↑  このため四番砲塔の砲身は搭載機を避け、最大に近い仰角が固定位置となった。
3. ↑  英の海上封鎖線突破　獨袖珍戰艦ド號凱旋　名譽ある艦名を新戰艦に譲る[2]（ベルリン廿五日同盟）大戰勃發以来大西洋に出動、英佛兩國の海上通商破壊に從事してゐたドイツ袖珍戰艦ドイツチュランド號は今回ヒトラー総統の命令によつてリュツツオ號と改名され、ドイツチュランド號の名を近く竣工豫定の大型主力艦に譲ることゝなつた、なほ英佛側はドイツチユランド號が機雷にふれて爆沈したと報道してゐるが、同號は既に故國の某軍港に凱旋してゐる、因みにドイツでは最近四万五千トン級、四万級各一隻、三万五千トン級二隻の主力艦が竣工の豫定である（以下略）
4. ↑  先代は、ドイツ帝国海軍のカイザー級戦艦「フリードリヒ・デア・グローセ」である。

## 参考図書
- 「GERMAN WARSHIPS 1815-1945 Volume One」（Conway）
- 「世界の艦船増刊第22集　近代戦艦史」（海人社）
- 「世界の艦船増刊第83集　近代戦艦史」（海人社）
- 「世界の艦船増刊 1989年3月号増刊 第26集 ドイツ戦艦史」（海人社）
- 「ドイツ海軍入門 広田厚司」（光人社）
- 「世界の戦艦　砲力と装甲の優越で艦隊決戦に君臨したバトルシップ発達史 (〈歴史群像〉太平洋戦史シリーズ (41))」（学習研究社）
- 篠原幸好 / 今井邦孝：文『未完成艦名鑑 1906～45』（ISBN 978-4877195328）光栄：刊 1998年
  - p.119-121「Z計画の主力艦」ビスマルクを凌ぐ大型戦艦 【H級】
  - p.154-157「戦時下の巨艦設計」戦後を夢見たドイツ戦艦 【H44級】

- 国立国会図書館デジタルコレクション - 国立国会図書館
  - 軍人会館図書部 編「他邦軍備状況」『昭和十八年版　陸海軍軍事年鑑　（皇紀2603年）』軍人会館図書部、1943年6月。